# آلتای، مغولستان
آلتای (به مغولی: ᠠᠯᠲᠠᠢ) (به سیرلیک:Алтай) شهری در استان غوبی‌آلتای کشور مغولستان است که در سال ۱۹۹۷ میلادی دارای ۱۳٬۷۰۰ نفر جمعیت بوده و
در سال ۲۰۰۸ با رشدی معادل +۰٫۵% (۲٬۱۰۰ نفر)، تعداد سکنه‌های آن به ۱۵٬۸۰۰ رسیده‌است.